# 모짜르트와 고래
《모짜르트와 고래》(Mozart And The Whale, 일부 유럽 국가에서는 Crazy in Love)는 미국에서 제작된 페테르 내스 감독의 2005년 멜로/로맨스, 코미디, 드라마 영화이다. 조쉬 하트넷 등이 주연으로 출연하였고 제임스 아케슨 등이 제작에 참여하였다.

## 출연

### 주연
- 조쉬 하트넷
- 라다 미첼

### 조연
- 게리 콜
- 엘렌 에반젤리스타
- 쉘라 켈리
- 에리카 레어센
- 존 캐럴 린치
- 네이트 무니
- 러스티 슈위머
- 로버트 위즈덤
- 크리스타 캠벨
- 원더 러셀
- 론 포드
- 존 굿윈
- 제리 사이아리오

## 기타
- Line PD: 후안 A. 마스
- 공동제작: 라티 그로브맨
- 미술: 존 게리 스틸
- 의상: 하 뉴엔
- 배역: 데보라 아퀼라
- 배역: 메리 트리샤 우드